# A funkcióképesség, fogyatékosság és egészség nemzetközi osztályozása
Az FNO, teljes néven a funkcióképesség, fogyatékosság és egészség nemzetközi osztályozása (eredetileg a „Funkcionális állapotok Nemzetközi Osztályozása” rövidítéseként; angol nevén International Classification of Functioning, Disability and Health) egy olyan osztályozási rendszer, melyet a WHO (Egészségügyi Világszervezet) dolgozott ki. Számokkal és betűkkel, különböző szempontokból közelíti meg az egészségi állapotot. Ezt az osztályozást egy szakemberekből álló csapat, team végzi. A kód megmutatja, hogy egy sérülés, fogyatékosság vagy az egészségi állapot megváltozása következtében egy adott személy miket képes megtenni.
„A funkcióképesség gyűjtőfogalom, amely minden testi funkciót, tevékenységet és részvételt felölel. A fogyatékosság is gyűjtőfogalom minden károsodás, tevékenységakadályozottság vagy részvételi korlátozottság számára.”
Az FNO mellett azonban él egy másik kód is, a BNO-10, amely a kóros egészségi állapotokat jelöli. Ezen két kódrendszer kiegészítik egymást, egyik használata a másik nélkül nem ajánlott. A két kód által adott együttes információ egy rendkívül átfogó képet nyújt arról, hogy milyen az adott populáció egészségi állapota.

## Az FNO lehetséges céljai
- az egészség és az ehhez kapcsolódó állapotok leírására igyekszik létrehozni egy olyan közös nyelvet, amely könnyebbé teszi az egyes emberek közötti kommunikációt
- ahhoz, hogy egyes állapotokat, következményeket, tényezőket megérthessünk, szükség van egy tudományos alapra
- rendszerezett kódolási sémaként szolgál
- lehetőséget ad arra, hogy saját országunk adatait, más országokéval összehasonlítsuk

Az FNO-t használhatjuk kutatási, oktatási, szociálpolitikai, statisztikai eszközként, valamint a munkaügy, oktatás, közgazdaság, jogalkotás területén is.

## A WHO fogyatékosságfogalmának fejlődése[2]

### A károsodások, fogyatékosságok és rokkantság nemzetközi osztályozása (1980)

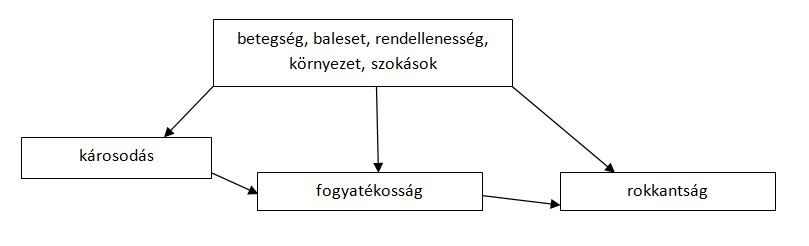
1. ábra: A fogyatékossági folyamat az Egészségügyi Világszervezet 1980-as értelmezése szerint

1980-ban az Egészségügyi Világszervezet kiadta A károsodások, fogyatékosságok és rokkantság nemzetközi osztályozása című anyagot, amelyben leírta a fogyatékossági folyamatot (1. ábra).
E szerint fejlődési rendellenességek, sérülések, betegségek, valamint környezeti tényezők, társadalmi elvárások és attitűdök eredményeként alakulhatnak ki a károsodások, fogyatékosságok és a rokkantság (akadályozottság); mindezek egy irányban, folyamatosan súlyosodó helyzetbe hozva az egyént. Ezt a folyamatot fogyatékossági folyamatnak nevezték el. 
Az embert nem csupán mint biológiai lényt vizsgálja (ennek zavarai a károsodások), hanem személyként (ennek a szintnek a funkcionális zavarai a fogyatékosságok) és társadalmi lényként egyaránt (az itt kialakuló tartós hátrányos helyzet a rokkantság/akadályozottság). A zavarokat és problémákat ebbe a három „dimenzióba” sorolja be.

#### Kritikák az első változathoz
- A felfogás a hagyományos orvosi gondolkozást tükrözi, miszerint a meg nem gyógyítható és a krónikus betegségeknél rendszerint az állapot romlása figyelhető meg az idő előrehaladtával.
- A fogyatékossági folyamatot egyirányú folyamatként írja le, miszerint csak az állapotváltozásban csak a fokozatos romlás lehetséges.
- Szinte mindenütt gondot okozott az angol terminusok más nyelvekre való átültetése.
- Nem szerepel a dokumentumban az érintett ember személyiségének szerepe és annak autonómiája.
- Nem hangsúlyozza eléggé az ember és természet, valamint az ember és annak környezetének kölcsönhatásának szerepét.

### A funkcióképesség, fogyatékosság és egészség nemzetközi osztályozása (2001)

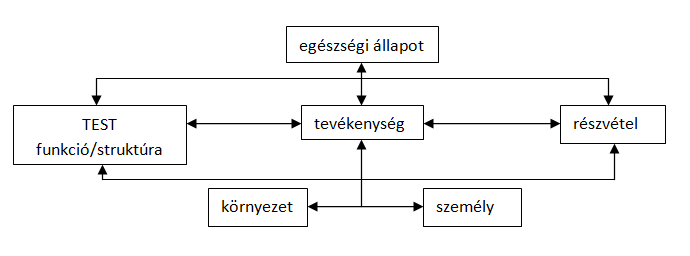
2. ábra: A fogyatékosság és azzal összefüggő tényezők az Egészségügyi Világszervezet 2001-es felfogásában

2001-ben jelent meg az új változat, A funkcióképesség, fogyatékosság és egészség nemzetközi osztályozása címmel. A hét évig tartó intenzív fejlesztésben nemcsak orvosok vettek részt, hanem gyógypedagógusok, pszichológusok, valamint a fogyatékos emberek nemzetközi szervezeteinek és a társadalomtudományoknak a képviselői is.
Az új értelmezésben a testi funkciók károsodhatnak, a tevékenység akadályozottá válhat, a társadalmi életében való részvétel pedig korlátozottá. Ezeket a zavarokat együttesen, gyűjtőnévvel hívja fogyatékosságnak az Egészségügyi Világszervezet.
A fogyatékosságra mint élettapasztalatra tekint, amire bárki bármikor szert tehet, ha valamilyen probléma adódik a funkcióképességben. A modell különböző tényezők közötti kölcsönhatásokat említ, nem pedig fogyatékossági folyamatot ír le (2. ábra).
Ebben az új osztályozásban megjelennek a környezeti és személyes faktorok mint a funkcióképességet és a fogyatékosságot befolyásoló tényezők.

## Az FNO jellemzői
Két fejezetre oszlik:

1. Az első fejezet a funkcióképességgel és fogyatékossággal foglalkozik. Ez a rész két további alrészre osztható: a testtel, valamint a tevékenységek és részvétel témájával foglalkozó szakaszokra. Ez utóbbihoz tartozik a képesség, valamint a teljesítmény. Leírhatjuk vele az egészség és az ehhez kapcsolódó állapotok problémamentes oldalát, illetve leírhatunk vele problémás eseteket, akadályozottságot, korlátozottságot.
2. A második fejezet a kontextuális tényezőket taglalja. Ehhez a részhez tartoznak a környezeti tényezők, illetve még egy alrész, a személyes tényezők, de ez a kultúrák közötti hatalmas eltérések miatt az FNO-ba nem került be.

Egységek: az osztályozás egységei az FNO esetében nem az emberek, hanem az egészség és az ehhez kapcsolódó állapotokhoz tartozó kategóriák. 
Kiadások: létezik a teljes változat, mely 4 karakterben részletezi az osztályozást, valamint létezik a rövid változat, amely megegyezik a 2 karakteres osztályozással.

## Az FNO használata, az osztályozás szerkezeti jellemzői
Az FNO egy hierarchikus osztályozási rendszer, mely osztályozási szintekből áll, és felépítésére jellemző, hogy az egyes fogalmak között alá-fölérendeltségi viszony van. Így egyértelművé válik, hogy a szűkebb kategóriák sajátosságai azokra a bővebb kategóriákra is vonatkoznak, melynek tagjai. Ezen kívül az FNO létrehozásakor fontos elv volt az is, hogy egy meghatározás csak egy FNO-alkotóelemhez kerüljön besorolásra, illetve, hogy ne legyenek olyan kategóriák sem azonos szinten, melyek teljesen azonosak egymással.
1. Az FNO az egészség résztartományainak alapvető, objektív meghatározását fogalmazza meg, ellenben az egészség köznapi meghatározásával. Továbbá pontos tájékoztatást ad, hogy ezek a résztartományok mit tartalmaznak.
2. Az FNO osztályozási rendszere alfanumerikus:

b – Testi funkciók,
s – Testi struktúrák,
d – Tevékenységek és részvétel, valamint
e – Környezeti tényezők kategóriáit jelenti.
1. Ezt pedig egy számkód követi, mely a fejezet számából, valamint a második, harmadik és negyedik szint számjegyeiből áll.
2. Az FNO kategóriarendszere úgy épül fel, hogy a tágabb kategóriák magukba foglalják a szűkebb alkategóriákat. A rövid változat két, míg a teljes változat négy szintet különít el.
3. Minden személy kaphat több kódot is az egyes szinteken, amelyek vagy különállóak, vagy összefüggés áll fenn közöttük.
4. Az FNO kódoknak rendelkezni kell valamilyen minősítővel, amelyet számjegyekkel fejeznek ki. Ezek a minősítők az egészség mértékét határozzák meg. A kötelező minősítőkön kívül sokféle kiegészítés létezik, ez még részletesebb tájékoztatást nyújt.
5. Az osztályozott alkotóelemek mennyiségi meghatározását egy általános skála segítségével lehet megadni. Egy probléma besorolásától függően lehet gátoltság, akadályozottság, korlátozottság vagy károsodás. Az osztályozás résztartományában mindig a megfelelő minősítést kell választani.
6. A környezeti tényezők lehetnek támogatók és korlátozók egyaránt. Egy 0-4-ig terjedő skálán jellemezhető, negatív hatások esetén pontot, pozitív hatás esetén pedig pluszjelet alkalmaz a jelölés.
7. További kódolási lehetőségek:

a) minden besorolással kapcsolatban egyénileg vagy
b) általánosságban besorolásra vonatkoztatás nélkül.
1. Az egészség és résztartományainak leírása egy adott időpontra jellemző, ha több időpontban is alkalmazzuk egy hosszabb, folyamatszerű jellemzést eredményez.
2. Az FNO egy személy egészségi állapotának leírásához több kódot ad meg. A gyakorlatban azonban egy 3-18 kódból álló készlet megfelelő információmennyiséget nyújt az adott eset leírására. Az átfogó felmérésekre is elegendő a kétszintű osztályozás alkalmazása.

## Az FNO és a fogyatékos ember
A törekvések ellenére a legpontosabban körülhatárolt megfogalmazások is lehetnek megbélyegzőek. Épp ezért a „rokkantság” fogalmát nem használják, a „fogyatékosság” fogalma pedig általános gyűjtőfogalomként marad meg. Manapság számos elnevezést létezik, egyre gyakoribb a „fogyatékossággal élő emberek” és a „fogyatékos emberek” kifejezés. Fontos, hogy az FNO nem az emberek, hanem az egészségi állapotok osztályozását foglalja magában az egyéni élethelyzet és a környezeti hatások viszonyában. Az egyes személyeket helytelen lenne csak károsodásuk, akadályozottságul szempontjából megközelíteni, ezért az FNO semleges kifejezéseket használ a jellemzéshez, a kategóriák megnevezéséhez. Azonban ez nem csupán nyelvi probléma, hiszen ettől függetlenül gyakran fennáll a fogyatékos személyekkel szemben negatív attitűd. Ez is megerősíti, hogy elengedhetetlen a fogalmak és az osztályok pontos tartalmának meghatározására.
Az FNO és a fogyatékos ember között egy kölcsönös, mindkét fél számára hasznos viszony áll fenn. Az FNO fejlesztésében a fogyatékos emberek minden csoportja nagy szerepet játszik, s az FNO használata pedig a fogyatékos érdekképviseletben előrelépést jelent, valamint segít a fogyatékosság hátterében álló okok felderítésében.